# Hermann Esser (Ingenieur)
Hermann Joseph Maria Esser (* 19. Januar 1840 in Köln; † 3. April 1898 in Karlsruhe) war ein deutscher Maschinenbauingenieur und Eisenbahnexperte. 

## Leben
Hermann Esser war der Sohn des Geheimen Justizrats Theodor Esser. Nach einem Studium des Maschinenbaus an der Polytechnischen Schule in Hannover und am Polytechnikum Karlsruhe war er mehrere Jahre als Konstrukteur in England tätig, unter anderem in Leeds und bei John Hetherington and Sons in Manchester. Nach der Übernahme in den badischen Staatsdienst im Jahr 1867 war er zunächst als Bezirksmaschineningenieur in Heidelberg tätig. 1873 wurde er Obermaschinenmeister der Eisenbahn-Hauptwerkstätte in Karlsruhe, 1891 maschinentechnisches Kollegialmitglied der Eisenbahn-Generaldirektion. Im Jahr 1896 wurde er zum Baudirektor ernannt.
Während Hermann Essers Dienstzeit bei den Badischen Staatseisenbahnen wurden zahlreiche Modernisierungen eingeführt. Er gehörte dem Technischen Ausschuss des Vereins deutscher Eisenbahn-Verwaltungen an und hatte damit auch großen Anteil an den Standardisierungsarbeiten, die für einen durchgehenden Verkehr im europäischen regelspurigen Eisenbahnnetz sorgten.
Hermann Esser trat 1871 dem Verein Deutscher Ingenieure (VDI) und dem Mannheimer Bezirksverein des VDI bei. Später gehörte er dem Karlsruher Bezirksverein des VDI an.
Hermann Esser starb an den Folgen einer Herzerkrankung. Er war ab 1868 mit Marie, geborene Steinhäuser, verheiratet. Die Ehe blieb kinderlos.